# Cyclosa machadinho
Cyclosa machadinho Levi, 1999 è un ragno appartenente alla famiglia Araneidae.

## Etimologia
Il nome della specie deriva dalla località brasiliana di Machadinho, nel cui territorio sono stati rinvenuti i primi esemplari

## Caratteristiche
L'olotipo femminile ha dimensioni: cefalotorace lungo 2,4mm, largo 1,8mm; opistosoma lungo 4,4mm.

## Distribuzione
La specie è stata reperita nel Brasile meridionale: nei pressi di Machadinho, appartenente allo stato del Rio Grande do Sul.
Altri esemplari sono stati rinvenuti in Argentina.

## Tassonomia
Al 2013 non sono note sottospecie e dal 1999 non sono stati esaminati nuovi esemplari.